# Aéroport du centre-ville d'Edmonton
L'aéroport du centre-ville d'Edmonton (ECCA), également appelé Blatchford Field et Edmonton Municipal Airport, était un aéroport situé dans la ville d'Edmonton, en Alberta, au Canada.
Il était bordé par la Yellowhead Trail au nord, la Kingsway au sud, la 121 Street à l'ouest, et l'Institut de technologie du Nord de l'Alberta (ITNA) et l'armurerie Jefferson à l'est. Il s'agissait d'un terrain d'environ 144 acres (58 ha) situé juste au nord du centre-ville d'Edmonton.
L'aéroport s'appelait à l'origine Blatchford Field, du nom de l'ancien maire Kenneth Alexander Blatchford. Il a ensuite été connu sous le nom d'aéroport municipal d'Edmonton, puis d'aéroport industriel d'Edmonton, puis d'aéroport du centre-ville d'Edmonton (ECCA), pour finalement s'appeler Blatchford Field à l'aéroport du centre-ville d'Edmonton. Au fil des ans, le code à trois lettres "YXD" (IATA : YXD, ICAO : CYXD) a continué à être utilisé pour l'aéroport par toutes les compagnies aériennes desservant le terrain d'aviation.
L'aéroport a été fermé en novembre 2013 et, depuis 2018, le terrain est réaménagé par la ville d'Edmonton en une communauté planifiée appelée Blatchford.

## Origine
L'aéroport a une riche histoire d'aviation, étant le premier terrain d'aviation autorisé au Canada (1926). Des personnages tels que Wop May, un as de la chasse et un pilote de brousse de la Première Guerre mondiale, ont contribué à l'essor de l'aviation en Alberta et dans le nord du Canada, ce qui a permis à Blatchford Field de devenir la « Porte du Nord ».
Tout comme May, le maire d'Edmonton, Kenny Blatchford, avait joué un rôle clé dans la création de l'aéroport en 1927. Le fils de Blatchford, Howard Peter Blatchford, est devenu un as de la chasse pendant la Seconde Guerre mondiale.
Wiley Post a atterri à l'aéroport lors de ses deux circumnavigations.

## Station de l'ARC d'Edmonton
L'aéroport a servi de base aérienne militaire pendant la Seconde Guerre mondiale, alors qu'il était une escale importante sur la route de transit du Nord-Ouest et qu'il accueillait deux écoles du plan d'entraînement aérien du Commonwealth britannique.
L'école d'observation aérienne (Air Observer School (AOS) n°2, exploitée par Canadian Airways et Canadian Pacific Airlines, a ouvert ses portes à la station de l'ARC d'Edmonton le 5 août 1940. Plus tard cette année-là, le 11 novembre, l'Aviation royale du Canada (ARC) a créé l'École élémentaire de pilotage (EEP) n°16, exploitée par l'Edmonton Flying Club ; cette école a été fermée le 17 juillet 1942 pour permettre l'expansion de l'École d'observation aérienne n°2. À la fin du programme d'entraînement aérien du Commonwealth britannique, le 14 juillet 1944, l'école d'observation aérienne n°2 a été fermée. Le 1er octobre 1955, tous les escadrons de l'ARC et les unités de soutien ont été transférés à la "nouvelle" station de l'ARC de Namao. Blatchford Field est cédé au gouvernement municipal d'Edmonton et devient l'aéroport commercial Edmonton City Centre (Blatchford Field).
Pendant cette période, vers 1942, l'aérodrome était répertorié à 53°34′N 113°31′W / 53.567°N 113.517°W avec une Var. 25 degrés E et une altitude de 2 185 pieds (666 m). L'installation était répertoriée comme étant un aérodrome du ministère des Transports et de l'ARC et possédait trois pistes, répertoriées comme suit :
| Nom de la piste | Longueur            | Largeur         | Surface        |
| --------------- | ------------------- | --------------- | -------------- |
| 3/21            | 4 500 pieds (1372m) | 200 pieds (61m) | Revêtement dur |
| 11/29           | 5 700 pieds (1737m) | 200 pieds (61m) | Revêtement dur |
| 15/33           | 5 700 pieds (1737m) | 200 pieds (61m) | Revêtement dur |

## Météo
Une station météorologique a été établie en 1937. Au fil des ans, son site a subi l'influence croissante de l'effet d'îlot de chaleur urbain.
Vers le milieu des années 1970, la « Municipalité d'Edmonton A. » (tel qu'il était répertorié dans le relevé mensuel des observations météorologiques au Canada) enregistrait régulièrement certaines des plus longues périodes sans gel dans les provinces des Prairies, le premier gel d'automne n'arrivant souvent pas avant octobre.

## Service régulier de transport de passagers

### Années 50 et 60
En 1950, l'aéroport était une escale sur une ligne internationale exploitée par Northwest Airlines entre les États-Unis et l'Asie. Selon l'horaire de Northwest Airlines du 24 septembre 1950, le transporteur aérien exploitait un service de propliner Douglas DC-4 sur un itinéraire New York City - Washington, D.C. - Chicago - Minneapolis/St. Paul - Edmonton - Anchorage - Tokyo quatre jours par semaine avec un service continu vers Okinawa et Manille ou Taipei selon le jour de la semaine. À la fin des années 1950, trois compagnies aériennes basées au Canada assuraient le principal service aérien régulier de transport de passagers à l'aéroport : les grands transporteurs aériens Canadian Pacific Air Lines (qui deviendra CP Air) et Trans-Canada Air Lines (TCA, qui deviendra Air Canada) ainsi que le transporteur aérien régional Pacific Western Airlines (PWA). En 1959, le Canadien Pacifique exploitait un service international vers l'Europe avec quatre vols hebdomadaires sans escale assurés par des avions à hélices Douglas DC-6B "Empress" entre Edmonton et Amsterdam, ces vols ayant pour point de départ et d'arrivée Vancouver, et exploitait également un service intérieur local avec des avions à hélices Convair 240 vers Grande Prairie, en Alberta, et Fort St. John, en Colombie-Britannique. Un an plus tôt, en 1958, Trans-Canada exploitait des avions à hélices Lockheed L-1049 Super Constellation et Canadair North Star (une version canadienne du Douglas DC-4) en plus des avions à turbopropulseurs Vickers Viscount pour des vols sans escale à destination de Vancouver, Toronto, Winnipeg et Saskatoon, ainsi que des vols directs, sans changement d'avion, à destination de Montréal. Selon l'horaire du réseau de Trans-Canada Air Lines du 1er juin 1958, le transporteur aérien assurait également cinq départs sans escale par jour vers Calgary avec des avions à réaction Viscount. En 1959, Pacific Western exploitait des services régionaux à partir de l'aéroport avec des avions à hélices Curtiss C-46 et Douglas DC-4 vers un certain nombre de destinations canadiennes situées au nord d'Edmonton, notamment Fort McMurray, Fort Smith, Fort Resolution, Fort Vermilion, Hay River, Inuvik, Norman Wells, Peace River, Uranium City et Yellowknife.
En 1964, Pacific Western a étendu son service intérieur à partir de l'aéroport en ajoutant des vols régionaux vers Cambridge Bay, Coppermine, Dawson Creek, Fort Simpson et Wrigley, ainsi que vers l'aéroport de Resolute Bay dans l'Arctique, qui est la destination la plus septentrionale du Canada desservie par des vols réguliers. En 1968, Pacific Western avait introduit des avions à turbopropulseurs Convair 640 (que la compagnie appelait le "Javelin Jet-Prop") sur un grand nombre de ses vols au départ de l'aéroport et avait également introduit son service de navette "Chieftain Airbus" reliant Edmonton et Calgary, exploité avec des propliners Douglas DC-6, avec six vols aller-retour sans escale par jour entre les deux villes. Selon l'horaire du système Pacific Western du 24 juin 1968, des avions de passagers Douglas DC-6 et DC-6B ainsi que des avions tout-cargo DC-4 étaient également exploités par la compagnie aérienne vers des destinations situées au nord d'Edmonton. L'ère de l'avion à réaction est arrivée à l'aéroport en 1969, lorsque Pacific Western a introduit les avions de ligne Boeing 737-200 avec des vols sans escale vers Calgary, Fort Smith et Hay River, ainsi qu'un service direct, sans changement d'avion, vers Vancouver, Yellowknife, Kamloops, Kelowna, Cranbrook, Penticton, Inuvik et Norman Wells.

### Années 70 et 80

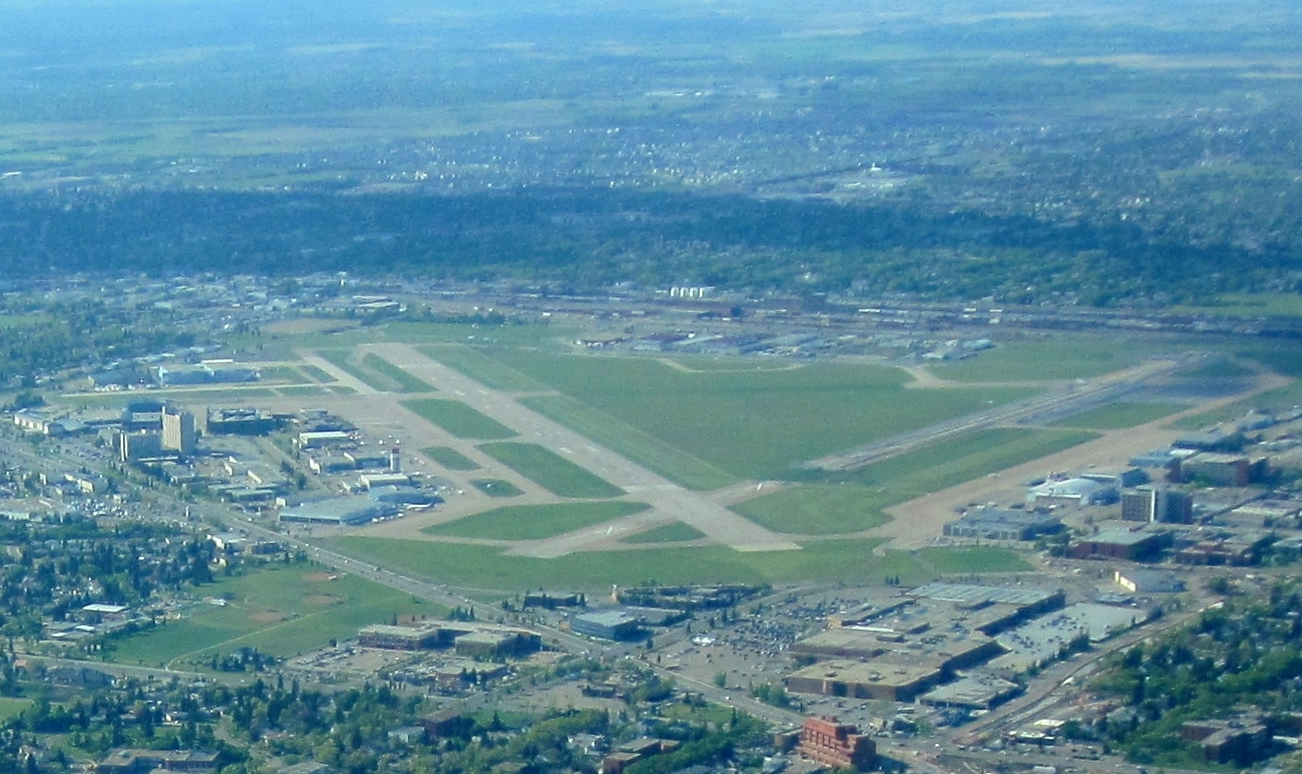
Aéroport du centre-ville d'Edmonton

Plusieurs types d'avions de passagers à réaction ont été exploités dans l'ECCA, notamment le Boeing 737-200. Comme indiqué ci-dessus, ces vols en 737 ont été initialement exploités par Pacific Western Airlines, puis par son successeur Canadian Airlines (anciennement CP Air), depuis l'achat initial de ces appareils à la fin des années 1960 jusqu'à la fusion de Pacific Western avec Canadien, cette dernière continuant à exploiter des vols en 737 vers l'aéroport. Pacific Western a exploité son service de navette "Chieftain Airbus" entre l'aéroport et Calgary (YYC) pendant de nombreuses années avec le 737 et, en 1976, a exploité jusqu'à quatorze départs par jour de l'ECCA vers YYC sans escale, en plus d'exploiter des vols directs de jet 737 à l'aéroport depuis Castlegar, BC, Cranbrook, BC, Dawson Creek, BC, Fort Chipewyan, AB, High Level, AB, Kamloops, BC, Kelowna, BC, Peace River, AB, Penticton, BC, Prince George, BC, Uranium City, SK et Vancouver, BC. La longueur des pistes de l'ECCA permettait d'atteindre les performances maximales du Boeing 737-200 en raison de son poids ; toutefois, l'usure extrême causée par l'utilisation de cet aérodrome et le fait de repousser ces limites étaient préoccupants. D'autres jets ont été utilisés, notamment le BAe 146-200 de British Aerospace pour les vols d'Air Canada Connector, exploités par Air BC pour le compte d'Air Canada. Des jets McDonnell Douglas DC-9-30 aux couleurs d'Air Canada ont été exploités brièvement à partir de l'ECCA au milieu des années 1980, mais ils ont quitté l'aéroport en raison des limites de terrain et de poids. Time Air et sa marque ultérieure Canadian Regional ont exploité des biréacteurs Fokker F28 Fellowship, tandis qu'Echo Bay Mines Limited a exploité pendant plusieurs années un triréacteur privé de type combi Boeing 727-100 pour le transport de passagers et de marchandises à partir du terrain. Time Air a précédemment exploité des avions à turbopropulseurs Fokker F27 Friendship, de Havilland Canada DHC-6 Twin Otter et Short 330 à partir de l'aérodrome au cours des années 1970, ainsi que des avions à turbopropulseurs Convair 580, Convair 640, de Havilland Canada DHC-7 Dash 7 et de Havilland Canada DHC-8 Dash 8 au cours des années 1980. Le Twin Otter et le Dash 7 ont tous deux des capacités de décollage et d'atterrissage courts (STOL), de sorte que la longueur des pistes n'était pas un problème pour ces types d'appareils. En plus d'exploiter des vols avec des jets 737, Pacific Western a également exploité un service de turbopropulseurs Lockheed L-188 Electra à partir de l'aéroport au milieu des années 1970, avec des vols sans escale vers Fort Chipewyan, Fort McMurray et Peace River dans la province de l'Alberta, ainsi que des vols directs vers Fort Smith et Yellowknife, dans les Territoires du Nord-Ouest.
Au début de 1985, Pacific Western assurait dix-huit vols sans escale en Boeing 737-200 tous les jours de la semaine entre l'aéroport et Calgary grâce à son programme de navettes "Chieftain Airbus" reliant les deux villes. À cette époque, deux autres compagnies aériennes étaient en concurrence avec Pacific Western sur la liaison sans escale Edmonton (YXD) - Calgary (YYC) : Air Canada, qui exploite des jets McDonnell Douglas DC-9-30, avec deux vols en semaine, et Time Air, qui exploite des turbopropulseurs de Havilland Canada DHC-7 Dash 7, avec trois vols en semaine, soit un total combiné de 23 vols chaque jour de la semaine exploités par les trois compagnies aériennes. [En revanche, il n'y avait que quatre vols à réaction sans escale chaque jour de semaine entre Calgary (YYC) et l'aéroport international d'Edmonton (YEG) à la même époque en 1985 : un vol chacun, exploité respectivement par Air Canada et CP Air, et deux vols exploités par Pacific Western. À la même époque, il n'y avait qu'un seul vol sans escale par jour en semaine entre l'aéroport international d'Edmonton et Calgary, assuré par CP Air. [Les autres compagnies aériennes desservant l'ECCA à cette époque étaient Norcanair, qui assurait un service de transport par turbopropulseurs Fairchild F-27 sans escale depuis Lloydminster et directement depuis Saskatoon, et Southern Frontier Airlines, qui assurait un service de transport par turbopropulseurs Beechcraft 99 sans escale depuis Cold Lake, AB. D'après l'horaire de Pacific Western du 28 avril 1985, en plus de ses vols sans escale à destination de Calgary, la compagnie assurait un service direct, sans changement d'avion, à partir de l'aéroport vers les destinations canadiennes suivantes : Vancouver, Toronto, Winnipeg, Regina, Saskatoon, Cranbrook, Fort McMurray, Kamloops, Kelowna et Penticton. Pacific Western était devenu un transporteur aérien tout-jet avec une flotte de 737 à cette époque. En 1985, Time Air assurait également des vols sans escale vers l'aéroport à partir d'autres endroits que Calgary, notamment Grande Prairie et Peace River, en Alberta. Ces services étaient assurés par des avions à turbopropulseurs Convair 640 et Dash 7.
L'aéroport a également été desservi vers les États-Unis au milieu des années 1980. En 1985, Pacific Western assurait un service direct, sans changement d'avion, avec des Boeing 737-200 à destination de Seattle, avec des escales à Calgary et Vancouver. En 1987, Continental Airlines, conjointement avec Pacific Western, exploitait deux vols par jour vers le Texas avec un service direct vers Dallas/Fort Worth (DFW) et Houston (IAH). Pacific Western exploitait la partie Edmonton-Calgary du service avec des Boeing 737-200 et les passagers étaient ensuite transférés à Calgary dans des Boeing 727-100 exploités par Continental pour les vols à destination du Texas. Selon l'horaire de Continental du 1er février 1987, les itinéraires respectifs de ces vols étaient YXD-YYC-DFW-IAH et YXD-YYC-IAH, et les deux services étaient exploités avec les numéros de vol de Continental.

### Années 1990
En 1995, selon l'Official Airline Guide (OAG), trois compagnies aériennes différentes assuraient un total combiné de 32 vols sans escale par jour entre l'aéroport et Calgary. Les Canadian Airlines International assuraient des vols entre l'ECCA et Calgary avec des Boeing 737-200, tandis que Time Air, en tant que partenaire de Canadien, exploitait des jets Fokker F28 et des turbopropulseurs de Havilland Canada DHC-8 Dash 8 au nom de Canadien via un accord de partage de code. Air BC, opérant en tant que Air Canada Connector au nom d'Air Canada via un accord de partage de code, exploitait au même moment des jets BAe 146-200 de British Aerospace et des turbopropulseurs DHC-8 Dash 8 de de Havilland Canada sur cette route.

### Dernières années (2000-2013)

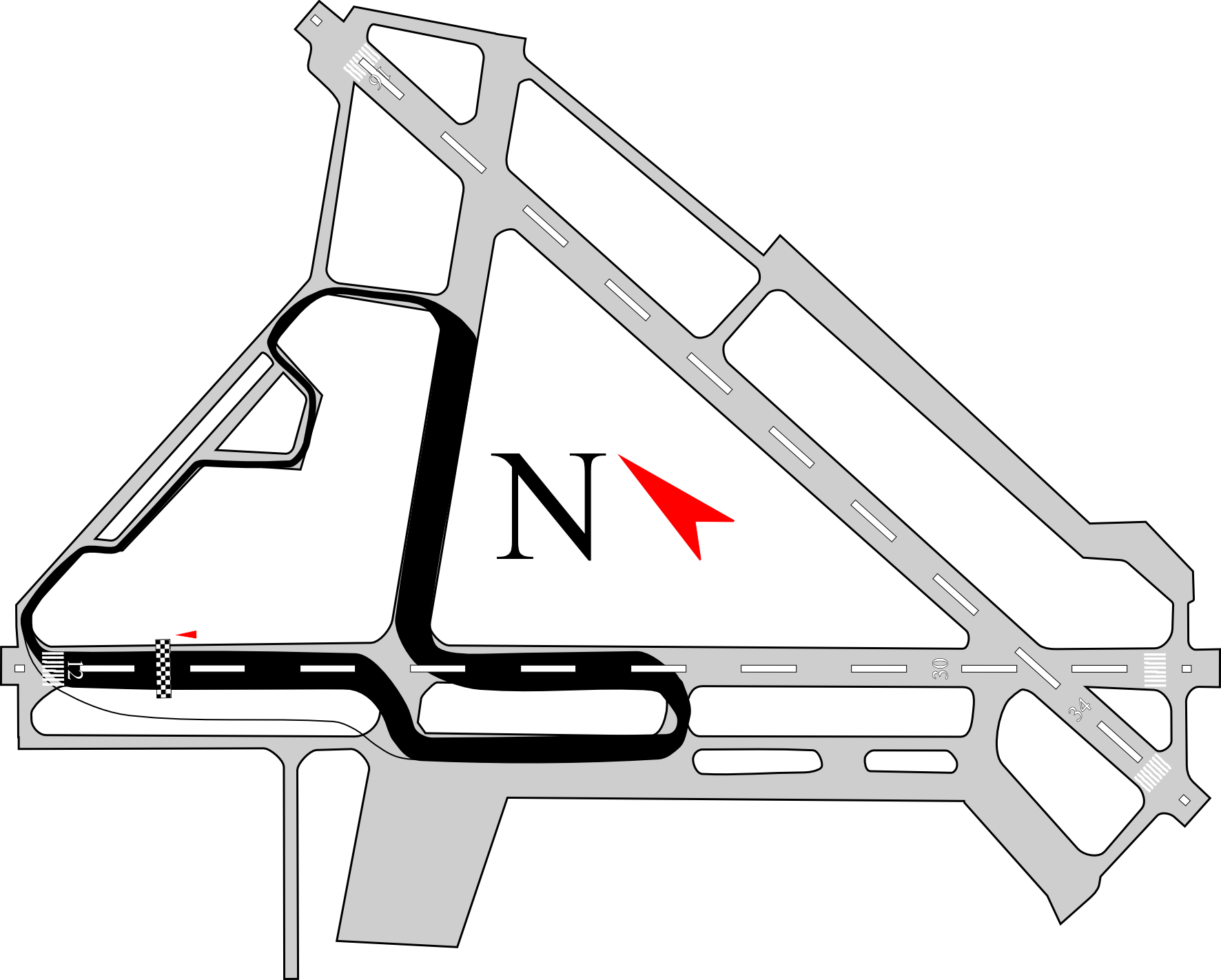
Superposition de la piste IndyCar d'Edmonton d'avant 2011 sur une carte de l'aéroport

Au cours de ses dernières années, avant sa fermeture en 2013, l'aéroport était principalement utilisé pour le vol charter, l'aviation générale, l'école de pilotage et le medivac (ambulance aérienne).
En outre, de 2005 à 2012, l'aéroport a été transformé chaque année en piste de vitesse pour la course Edmonton Indy Champ Car. En 2008, la Champ Car a fusionné avec la Indy Racing League pour devenir la IndyCar Series. La NASCAR Pinty's Series a également couru sur l'autodrome en 2007, 2008, 2009, 2010 et 2012. À partir de l'événement de juillet 2011, le tracé de la piste a été reconfiguré pour utiliser une section plus au nord-est de l'aéroport, y compris la piste 16/34 (qui avait été fermée de façon permanente).

## Obsolescence et fermeture

### Débat
Le sort de l'aéroport du centre-ville d'Edmonton (ECCA) a fait l'objet de débats acharnés pendant des décennies, à partir des années 1950.
Pour répondre à la demande d'un rayon d'action toujours plus grand, les nouvelles générations d'avions à réaction sont devenues de plus en plus grandes et lourdes, ce qui a entraîné la nécessité d'un ensemble de pistes plus longues. Il est devenu évident qu'il serait économiquement et dans de nombreux cas physiquement impossible d'accueillir les avions à réaction modernes à l'ECCA. Comme il était impossible d'agrandir les pistes, on a commencé à chercher un site pour la construction d'un nouvel aéroport international. Edmonton est entrée dans cinquante ans de débats sur les aéroports, façonnés par des questions de logistique, de transport et de disparités régionales.
Au nord de la ville, une base militaire de la Seconde Guerre mondiale (aujourd'hui la BFC Edmonton) avait été construite à Namao par la United States Army Air Forces. Dans les années 1950, la base a été agrandie pour accueillir les bombardiers militaires du Strategic Air Command, avec notamment la plus longue piste d'atterrissage du Canada.
Leduc, Alberta, situé à 14 NM (26 km ; 16 mi) au sud par sud-ouest du centre-ville d'Edmonton, a été choisi comme site de l'aéroport international d'Edmonton (IATA : YEG, ICAO : CYEG) qui a ouvert ses portes en 1960.
Il avait été initialement décidé que l'ECCA serait fermé en 1963, à l'achèvement d'un nouveau terminal passagers à l'aéroport international d'Edmonton. Cependant, la question a été réexaminée par des consultants et, compte tenu notamment du développement imprévu du service d'avion de ligne régional à l'ECCA, en particulier vers Calgary, la ville d'Edmonton a décidé de garder l'ECCA ouvert et d'exploiter les deux aéroports.
Lors des élections municipales de 1992, la ville d'Edmonton a organisé un plébiscite, le Edmonton Municipal Airport Referendum. Le résultat du référendum a été que le règlement no 10 205, qui maintenait l'ECCA ouvert à tout le trafic que le terrain pouvait légalement accueillir, a été approuvé par un vote de 54 %.
Lors de l'élection de 1995, un deuxième plébiscite a été proposé aux citoyens d'Edmonton, leur demandant si le règlement devait être abrogé sur la base de la consolidation de tout le trafic régulier à l'aéroport international d'Edmonton. La décision de fermer ou non l'aéroport n'était pas donnée comme option. 77 % des électeurs ont approuvé la version proposée et, en juin 1996, le processus de consolidation a été finalisé.
En 2010, un groupe appelé "Envision Edmonton" a organisé de nombreuses initiatives pour faire pression contre la fermeture de l'aéroport du centre-ville. Envision Edmonton et d'autres détracteurs du projet ont fait circuler une pétition qui a recueilli plus de 70 000 signatures, organisé des manifestations et soutenu des candidats favorables à l'aéroport lors des élections municipales de 2010 à Edmonton,. La pétition, qui aurait forcé la tenue d'un plébiscite municipal sur le sort de l'aéroport, a été jugée non conforme aux exigences parce que moins de 10 % des Edmontoniens l'ont signée et qu'elle n'a pas été déposée dans les 60 jours suivant la décision du conseil municipal de fermer l'aéroport. La pétition contenait environ 100 000 signatures au moment de son dépôt, mais le personnel municipal a déterminé que près de 30 000 d'entre elles n'appartenaient pas à des électeurs éligibles.

### Fermeture
Le 8 juillet 2009, le conseil municipal a décidé d'une fermeture progressive de l'aéroport. Le musée de l'aviation de l'Alberta et certaines institutions non aéronautiques devaient rester sur place, une partie du terrain étant transférée au Northern Alberta Institute of Technology, et le reste étant converti en un développement principalement résidentiel.
La piste nord-sud, la piste 16/34, devait être la première piste fermée. La fermeture a été reportée après les événements Indy et Airfest de 2010. Le 3 août 2010, la piste 16/34 a été fermée au trafic aérien avec un avis aux aviateurs émis à 3h00 ce matin-là.
La fermeture de la piste restante, la piste 12/30, a été annoncée lors d'une réunion du conseil municipal d'Edmonton le 26 septembre 2013. Les licences pour les services aériens réguliers n'ont pas été renouvelées.
L'après-midi du 30 novembre 2013, le dernier avion à quitter l'aérodrome était un Cessna 172, appartenant à un local et piloté par lui. Les conditions météorologiques ont empêché une paire d'avions de chasse CF-18 d'effectuer un atterrissage "touch-and-go" en guise de dernier décollage cérémoniel. Peu après, l'ERAA a placé des barricades sur la piste 12/30 pour en interdire l'accès, et des balises ont été placées pour signaler clairement aux pilotes qu'elle était fermée.
Le 21 février 2015, un avion Pipistrel Virus C-FCDZ survolant le site de l'aéroport a subi une panne d'hélice, ce qui a entraîné un atterrissage non planifié sur le terrain de l'aéroport en utilisant le parachute balistique de l'avion.

## Communauté de Blatchford

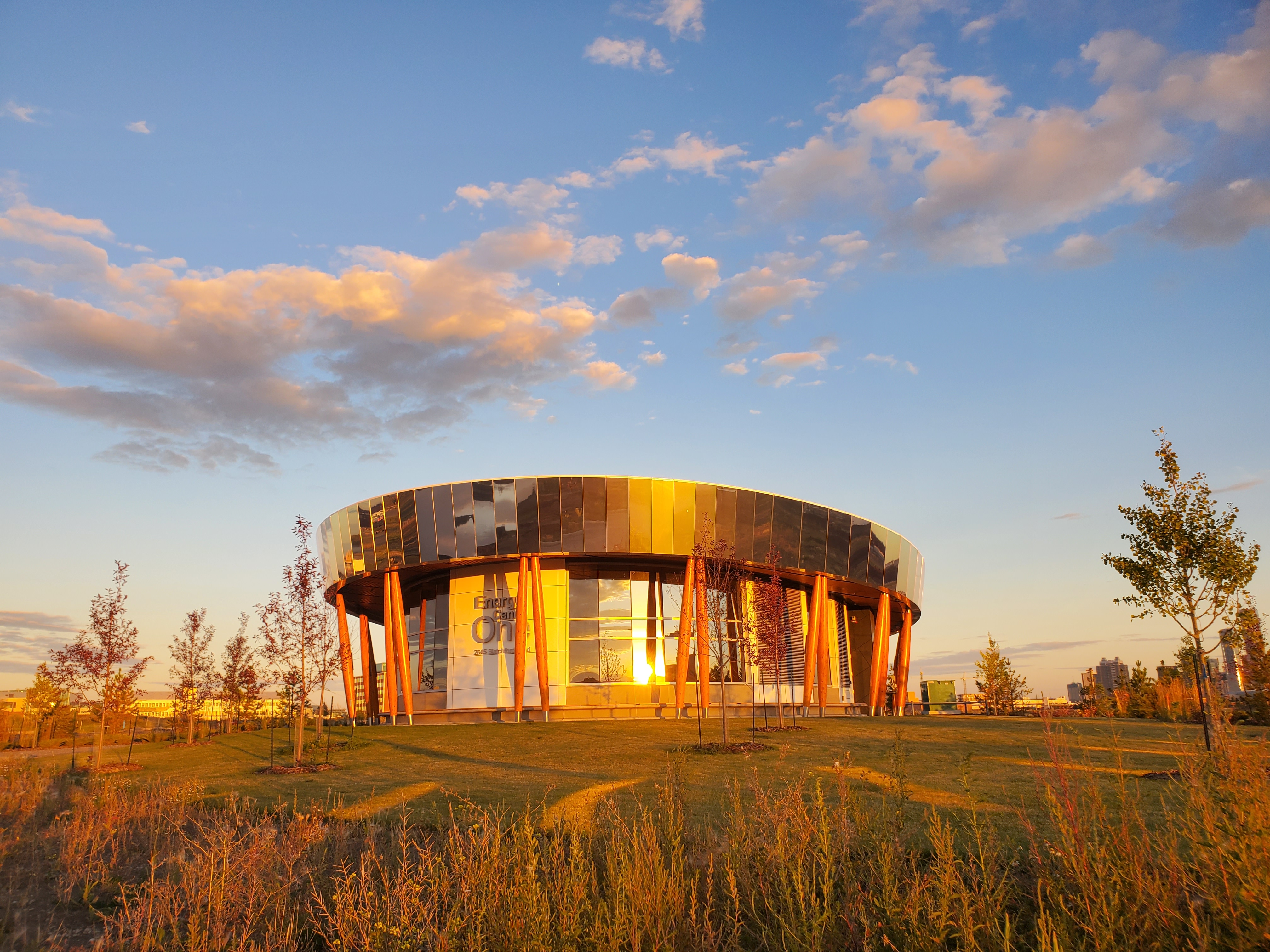
Energy Centre One, un système de partage d'énergie de quartier, dans la première phase de Blatchford, à Edmonton.

En 2018, 525 acres de l'ancien champ Blatchford sont en cours de réaménagement en un quartier de moyenne et haute densité. En février 2019, le Northern Alberta Institute of Technology a acheté 33 acres de terrain à Blatchford, ainsi que d'autres terrains sur le site de l'ancien Westwood Transit Garage, afin de regrouper la plupart de ses activités sur son campus principal ; la ville d'Edmonton a réinvesti les revenus de cette vente dans le développement de Blatchford.
La zone de Blatchford sera divisée en cinq arrondissements : Blatchford Ouest, Blatchford Est, Blatchford Park, Civic Plaza et Town Centre. Blatchford Ouest, le premier arrondissement à être développé, comptera plus de 6 000 maisons de ville et appartements, tandis que Blatchford Est comptera plus de 4 000 maisons de ville et appartements. Le parc Blatchford s'étendra sur environ 120 acres et comprendra un grand lac. Le centre ville et la place civique accueilleront diverses entreprises, des marchés, des magasins et deux stations de train léger sur rail (TLR).
La construction est actuellement en cours sur la première étape du développement, qui contiendra jusqu'à 500 logements. Energy Centre One, un système de partage d'énergie de quartier, a été mis en ligne en septembre 2019 ; son champ géothermique, qui contient des trous de forage creusés à environ 150 mètres dans la terre, est situé sous le lac de Blatchford Park,. Les travaux de prolongement de la ligne Metro du réseau LRT d'Edmonton jusqu'à Blatchford ont commencé en juin 2020, et son ouverture est prévue en 2024 ou 2025. Les premiers résidents ont emménagé à Blatchford en novembre 2020.

## Installations aéroportuaires (historique)

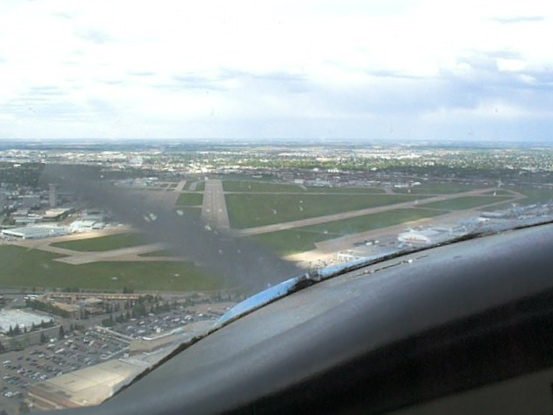
En approche, piste 30

### Aérodrome et pistes d'atterrissage
L'altitude du terrain était de 671 m (2 202 ft).
- La piste 12/30 mesurait 5 870 pieds sur 200 (1 789 m sur 61). La piste 12 avait une approche aux instruments RNAV (GNSS) vers les minimums LPV, et la piste 30 avait une approche RNAV (GNSS) vers les minimums LNAV.
- La piste 16/34 a été définitivement fermée en octobre 2010. Les anciennes approches NDB des pistes 16 et 34 étaient disponibles pour les minimums d'approche indirecte.

En raison de l'emplacement de l'aéroport dans la partie centrale de la ville, il y avait à la fois des restrictions de couvre-feu et des procédures de réduction du bruit. Le terrain était opérationnel 24 heures sur 24 et 7 jours sur 7, les réglementations les plus strictes en matière de bruit étant en vigueur de 22 heures à 7 heures, heure locale.

### Installations et équipements
Pour l'aviation privée et d'affaires, il y avait deux opérateurs en poste fixe (FBO) sur le site, situés du côté ouest de l'aérodrome, près de la voie de circulation A.
Les commodités sur place comprenaient le musée de l'aviation de l'Alberta, deux hôtels et une cafétéria dans le bâtiment du club de vol d'Edmonton.
Une école de vol était exploitée au Centennial Flight Centre.
Les ambulances aériennes privées utilisaient le hangar d'Esso Avitat pour stocker leurs unités de soutien au sol. Une ambulance aérienne STARS était également basée à l'aéroport.
Parmi les autres commodités situées à proximité de l'aéroport, citons le centre commercial Kingsway Mall, l'hôtel Château Louis et une gare ferroviaire Via Rail au nord, près de Bush Pilot Road. Le bureau de l'Alberta et d'Edmonton de l'Ambulance Saint-Jean est situé à proximité. La proximité de l'hôpital Royal Alexandra a permis à de nombreuses communautés rurales de l'Alberta d'avoir accès à des services médicaux d'urgence par voie aérienne.

## Accidents et incidents
Quatre vols en provenance de l'aéroport se sont soldés par des accidents mortels :
- Le 27 octobre 1948, un Douglas DC-4 de Northwest Airlines en route pour l'Alaska s'est écrasé à 55 km au nord de l'aéroport parce que le pilote enseignait les procédures d'urgence au copilote à une altitude trop basse, tuant deux des cinq occupants[28].
- Le 26 mai 1955, un Avro York d'Associated Airways n'a pas réussi à franchir un obstacle au décollage et s'est écrasé au nord-ouest de l'aéroport, tuant ses deux occupants[29].
- Le 17 septembre 1955, un Bristol Freighter de Pacific Western Airlines en route pour Yellowknife s'est écrasé au nord de Thorhild (Alberta), tuant deux de ses six occupants. L'avion surchargé a subi une panne de moteur vingt minutes après le départ[30].
- Le 25 octobre 2010, un Beechcraft King Air de Kenn Borek Air a décroché et s'est écrasé en approche de l'aéroport de Kirby Lake, tuant un des dix occupants[31].